# Белогуров, Николай Кондратьевич
Николай Кондратьевич Белогуров (26 декабря 1907, город Харьков, теперь Харьковской области — 26 июня 2004, город Киев) — советский партийный деятель, журналист, редактор газеты «Правда Украины», заведующий отделом пропаганды и агитации ЦК КП(б)У. Депутат Верховного Совета УССР 3-6-го созывов. Кандидат в члены ЦК КПУ в 1949—1976 г.

## Биография
Родился в семье рабочего. Трудовую деятельность начал в 1926 году учеником сапожника. Потом батрачил у зажиточных крестьян Купянского района Харьковской области, куда переехали его родители.
В 1928—1931 г. — чернорабочий кирпичного завода и маслозавода Великобурлукского района Харьковской области, секретарь и председатель Приколотнянского сельского совета Великобурлукского района.
Член ВКП(б) с 1931 года.
В 1931—1936 гг. — заведующий агитационно-пропагандистского отдела Великобурлукского районного комитета ЛКСМУ, секретарь редакции районной газеты, председатель Великобурлукской районной совета профессиональных союзов, заместитель секретаря районного комитета КП(б)У, редактор Великобурлукской районной газеты «Знамя колхозника» Харьковской области.
В 1936—1941 г. — студент Украинского коммунистического института журналистики в Харькове. Одновременно работал секретарем партийного комитета института.
В 1941 году выполнял специальные задачи по обороне города Харькова, служил командиром батальона первого полка Харьковского ополчения. После тяжелого ранения был эвакуирован в восточные районы СССР.
В 1941—1943 г. — заведующий отделом пропаганды и агитации Безыменского районного комитета ВКП(б) Саратовской области, начальник политического отдела Кировской машинно-тракторной станции Безыменского района Саратовской области РСФСР.
В 1943—1944 г. — начальник политического отдела Шипуватской машинно-тракторной станции Великобурлукского района Харьковской области; инструктор отдела пропаганды и агитации, заведующий сектором прессы Харьковского областного комитета КП(б)У.
В 1944 — январе 1949 г. — ответственный редактор харьковской областной газеты «Социалистическая Харьковщина». Окончил заочно Высшую партийную школу при ЦК ВКП(б).
В январе 1949—1950 г. — секретарь Харьковского областного комитета КП(б)У по пропаганде и агитации.
В 1950 г. — ответственный редактор республиканской газеты «Правда Украины».
В 1950—1951 г. — заведующий отделом пропаганды и агитации ЦК КП(б)У.
В 1952—1953 г. — заведующий отделом художественной литературы и искусства ЦК КПУ.
В 1953—1965 г. — ответственный редактор республиканской газеты «Правда Украины».
В январе 1966 — 25 августа 1972 г. — председатель Комитета по печати при Совете Министров УССР.
1 сентября 1972 — 22 октября 1974 г. — председатель Государственного Комитета Совета Министров УССР по делам издательств, полиграфии и книжной торговли.
С октября 1974 г. — на пенсии в городе Киеве.
Скончался 26 июня 2004 года, похоронен на Байковом кладбище Киева.

## Награды
- орден Ленина (04.05.1962)
- орден Отечественной войны II степени
- четыре ордена Трудового Красного Знамени (23.01.1948, 1958, …)
- орден Красной Звезды
- медали